# Ghost of Tsushima
Ghost of Tsushima és un videojoc de rol d'acció desenvolupat per Sucker Punch Productions i publicat per Sony Interactive Entertainment per a PlayStation 4 i posteriorment per a PlayStation 5. El jugador controla Jin Sakai, un samurai en una recerca per protegir l'illa de Tsushima durant la primera invasió mongola del Japó. Jin ha de triar entre seguir el codi del guerrer per lluitar amb honor, o utilitzar mètodes pràctics, però deshonrosos per repel·lir els mongols amb baixes mínimes. És un videojoc en un gran món obert que es pot explorar a peu o a cavall. Quan s'enfronta als enemics, es pot optar per participar en una confrontació directa amb la catana o convertir-se en un guerrer llegendari conegut com el fantasma mitjançant tàctiques de sigil per assassinar els oponents. Un mode multijugador titulat Ghost of Tsushima: Legends va ser publicat l'octubre de 2020 i es va posar a disposició per separat el setembre de 2021.
Sucker Punch va començar a desenvolupar el joc després de la publicació d'Infamous: First Light el 2014, ja que l'estudi volia deixar la franquícia Infamous per crear un joc amb un gran èmfasi en el combat cos a cos. L'estudi va col·laborar amb Japan Studio i va visitar l'illa de Tsushima dues vegades per assegurar-se que fos tan autèntic culturalment i històricament com fos possible. L'equip es va inspirar molt en el cinema de samurais, especialment amb les pel·lícules dirigides per Akira Kurosawa, així com la sèrie de còmics Usagi Yojimbo. El paisatge i l'estil artístic minimalista va estar influenciat per Shadow of the Colossus, i les ubicacions del joc van ser dissenyades per ser «el somni perfecte del fotògraf». Tot i que la massa terrestre del joc té una forma similar a l'illa de Tsushima, l'equip no tenia la intenció de crear una recreació d'ella. Ilan Eshkeri i Shigeru Umebayashi van compondre la banda sonora.
Va sortir a la venda per a PlayStation 4 el juliol de 2020, i una versió ampliada per a PlayStation 4 i PlayStation 5, subtitulada Director's Cut i amb l'expansió Iki Island, l'agost de 2021. Va rebre crítiques positives quan es va llançar, els crítics van elogiar el combat cos a cos, la història, els personatges, les actuacions i la música, tot i que va rebre algunes crítiques per les seves implementacions de sigil i l'estructura del món obert. Va ser un èxit comercial, venent més de 9,73 milions de còpies el juliol de 2022, es va convertir en un dels jocs originals de Sony més venuts. Va ser nominat a diversos premis de final d'any, inclòs el Joc de l'any als The Game Awards de 2020. Una adaptació cinematogràfica està en desenvolupament a partir del 2022.

## Jugabilitat
Ghost of Tsushima és un videojoc d'acció i aventura jugat des d'una perspectiva en tercera persona en un món obert. El jugador té diverses opcions de joc per assolir els objectius que se li donen. Una d'aquestes, és participar en una confrontació directa amb enemics utilitzant la seva catana, que pot provocar una sèrie d'atacs mortals contra diversos enemics diferents. En el combat, Jin adopta diferents postures de combat quan s'enfronta a diferents tipus d'enemics: posició de pedra per a espadatxins hostils; posició de l'aigua per als enemics protegits; postura del vent per als llancers; i la postura de la lluna per als enemics corpulents. Finalment, el jugador desbloqueja la posició fantasma, que fa que Jin sigui invencible i li permet matar enemics amb un sol cop durant un període limitat. Per activar la posició fantasma, s'ha de matar un nombre d'enemics sense patir cap dany o assassinar un líder mongol. Es necessita encadenar els enemics o aconseguir una parada amb èxit per trencar la seva defensa abans d'atacar per esgotar la seva salut. ETambé es pot atacar amb als arcs, que poden disparar diversos tipus de fletxes. En determinats moments del joc, Jin ha de lluitar contra personatges no jugables (NPC) que actuen com a caps amb tàctiques ofensives úniques i animacions d'atac. La dificultat més alta del joc és un mode més realista on el jugador i els enemics es fan grans quantitats de dany entre ells, amb totes les baralles sense cap que acaben en un o dos atacs reeixits.
Alternativament, utilitzar el sigil permet al jugador evadir els enemics i colpejar-los en silenci. A mesura que s'avança en el joc, es pot desbloquejar l'assassinat encadenat, que permet Jin colpejar diversos enemics consecutivament. Amb aquesta finalitat, es té un gran arsenal d'armes fantasma. Aquests inclouen petards i campanes de vent per crear distraccions, bombes de fum per desorientar els enemics alertats, kunais per colpejar diversos enemics i explosius per matar grups d'enemics. Quan s'avança en el joc es desbloqueja la sarbatana que permet disparar dards verinosos i fa que les víctimes al·lucinen i ataquin als seus companys. Quan Jin o utilitza tècniques de combat especials, esgota la seva «determinació», que s'obté fent gestes de delicadesa com assassinar o parar un enemic.
El joc es desenvolupa en un gran món obert que es pot explorar amb o sense guia en funció de la direcció del vent. Les tres illes de Tsushima es desbloquegen gradualment a mesura que s'avança en la història. L'illa d'Izuhara es desbloqueja primer, seguida de Totoyama i Kamiagata. Es pot viatjar a diferents parts de Tsushima a cavall i pot utilitzar un element que actua com a arpeig per accedir a zones de difícil accés. Mentre el jugador explora el món, els ocells grocs guiaran a Jin cap a llocs d'interès. Aquests inclouen aigües termals que augmenten la salut màxima, pràctiques de tall amb bambú que augmenten la barra d'habilitats, pilars de l'honor que contenen dissenys addicionals per a les armes i armadures, i llocs on Jin meditarà i escriurà haikus. Seguint les portes torii i completant un repte de plataformes, hi ha els santuaris sintoistes, que desbloquegen encanteris que atorguen avantatges passius com ara reduir el dany rebut, reduir la velocitat de detecció de l'enemic i augmentar la salut que es recupera quan es cura. Les guineus també portaran a Jin als santuaris Inari, que augmenten el nombre d'encanteris que es pot equipar.
Hi ha missions secundàries i NPC amb els quals es poden interactuar. També pot alliberar pobles i campaments controlats pels mongols quan s'eliminen tots els enemics estacionats a la zona. Les posicions de combat es desbloquegen després que Jin observi o mati líders mongols. Completar missions secundàries o ajudar els NPC atorga encanteris menors i regals que es poden recollir als altars. En particular, completar les missions secundaries de «Mythic Tale» desbloqueja armadures úniques i tècniques de combat especials. Cada conjunt d'armadura té propietats diferents que proporcionen diversos beneficis durant el combat. La majoria de conjunts d'armadures i roba es poden millorar recollint materials que es troben al món del joc. L'aspecte de Jin també es pot personalitzar encara més amb màscares, cascs i diademes.

### Multijugador
A finals de 2020 es va llançar un mode multijugador titulat Ghost of Tsushima: Legends. Els jugadors poden accedir a aquest mode des del menú o arribant a l'NPC Gyozen the Storyteller de la campanya per a un sol jugador, que transportarà el jugador al vestíbul multijugador de Legends. A diferència de la campanya per a un sol jugador, Legends es basa en la mitologia japonesa, amb regnes d'un altre món i enemics sobrenaturals. Aquest mode inclou quatre classes: el samurai que és el personatge del tanc del grup, té molta vida i els seus atacs realitzen una gran quantitat de danys, el caçador que és el franctirador del grup especialitzat en l'ús d'armes a distància com arcs i fletxes, el rōnin que té la capacitat de invocar gossos per ajuda al combat i pot fer ressuscitar a companys del grup, i l'assassí pot fer una gran quantitat de danys amb un atac i té l'habilitat «Shadow Strike» que els permet teletransportar-se a distàncies curtes. A mesura que el jugador jugui més partits i progressi en el joc, guanyarà rang que li permetrà desbloquejar millores específiques de classe i objectes per modificar l'estètica del personatge. El rendiment de combat d'un jugador està dictat pel nivell txi del seu equip. Com més alt sigui el nivell general de txi del jugador, més letal serà.
Legends inclou una varietat de modes de joc:
- Història: en el mode història, dos jugadors poden completar missions i objectius narrats conjuntament.[25] A mesura que s'avança en el joc, es van desbloquejant nivells de dificultat addicionals, nous objectius i recompenses. L'octubre de 2020, l'equip va presentar The Tale of Iyo, un mode de raid de tres capítols descrit com la «culminació de la història» a Legends.[26] Dissenyat per a jugadors experimentats, aquest mode admet un equip de quatre, destaca el treball en equip i la coordinació i introdueix trencaclosques que s'han de resoldre de manera cooperativa.[27]
- Supervivència: en el mode de supervivència, quatre jugadors han de treballar junts i lluitar contra 15 onades d'enemics.[25] A mesura que l'esquadra del jugador sobreviu i assoleix els objectius, es pot accedir a poderoses habilitats que inclouen invocar un ós espiritual per ajudar en el combat i encendre enemics.[23]
- Rivals: en el mode rivals, dos equips de dos jugadors cadascun han de competir entre ells en el mode de supervivència. L'objectiu és avançar més ràpid i matar més enemics que l'altre equip. Quan un equip derrota els enemics, guanyen magatama, una moneda del joc que es pot utilitzar per comprar avantatges i malediccions que interromp el progrés de l'altre equip. Un cop un equip ha gastat prou magatama, l'onada final es desbloqueja i l'equip que l'ha completat més ràpid guanyar la partida.[28]

## Sinopsi

### Personatges
El protagonista Jin Sakai (Daisuke Tsuji/Kazuya Nakai) és el cap i l'únic membre restant del clan Sakai i un guerrer samurai. És el nebot i pupil de Lord Shimura (Eric Steinberg/Akio Ōtsuka), el jitō de Tsushima. Coneix a diversos amics i companys, inclosa una lladra anomenada Yuna (Sumalee Montano/Yu Mizuno), el seu germà ferrer Taka (Eddie Shin/Kappei Yamaguchi), una guerrera anomenada Lady Masako Adachi (Lauren Tom/Mabuki Ando), la famosa arquera kyūdō, la sensei Sadanobu Ishikawa (François Chau/Shigeru Chiba), el comerciant i estafador Kenji (James Hiroyuki Liao/Setsuji Sato), el monjo guerrer budista Norio (Earl T. Kim/Mitsuaki Kanuka), Yuriko (Karen Huie/Yuri Tabata), l'anciana cuidadora del Clan Sakai, i l'amic de la infància de Jin i líder del famós rōnin del Barret de Palla, Ryuzo (Leonard Wu/Youhei Tadano). El principal antagonista és el despietat i astut general Khotun Khan de l'Imperi Mongol (Patrick Gallagher/Tsutomu Isobe), cosí de Khublai Khan i net de Genguis Kan.

### Argument
El 1274, una flota mongola dirigida per Khotun Khan envaeix l'illa japonesa de Tsushima. El samurai local Jin Sakai i el seu oncle Shimura lideren els samurais de l'illa en un intent de repel·lir els invasors. Tanmateix, la batalla acaba en un desastre, les tropes samurais són abatudes, Shimura capturat i Jin greument ferit i deixat per mort. És trobat i cuidat per la Yuna, una lladre, que l'informa que l'illa ha caigut en mans dels invasors. Jin assalta la fortalesa de Khotun, el castell Kaneda, en un intent de rescatar Shimura, però és derrotat per Khotun en combat i llançat fora del pont del castell.
Adonant-se que no pot derrotar els mongols sol o amb tàctiques tradicionals de samurai, Jin viatja per l'illa per reclutar aliats i aprèn la guerra de guerrilles. Recluta la Yuna, el seu germà ferrer Taka, el comerciant de sake Kenji, el mestre arquer Sadanobu Ishikawa, la samurai Masako Adachi i el seu amic mercenari Ryuzo juntament amb el rōnin del Barret de Palla de Ryuzo. Quan Jin interromp les activitats mongoles i allibera pobles de l'illa, la gent comença a referir-se a ell com El fantasma, un esperit samurai que s'ha aixecat contra els mongols. Taka fa un ganxo perquè Jin escali les parets del castell Kaneda, ataquen el lloc. Desemparats i morint de fam a causa de les dures condicions de guerra, Ryuzo i els Barrets de Palla traeixen Jin per cobrar la recompensa que li va emetre Khotun. Jin aconsegueix derrotar-los, allibera Shimura i recuperar el castell Kaneda. Malgrat la seva victòria, Khotun ja ha marxat per conquerir el castell Shimura amb Ryuzo.
Per recuperar el castell Shimura, Jin recluta Norio, els monjos guerrers de Norio i el clan Yarikawa. També recluta el pirata local Goro en nom de Shimura per portar una petició de reforços i una sol·licitud per ser adoptat com a hereu del shogun. Amb un nou exèrcit que s'està reunint, Jin recupera l'armadura ancestral de la seva família de la cuidadora Yuriko, que li ensenya a crear verí. Sota les ordres de Shimura, Jin i Taka intenten infiltrar-se en una fortalesa on es troba Ryuzo, però són emboscats i capturats per Khotun. Quan Jin es nega a sotmetre's al seu govern, Khotun mata Taka. Jin llavors escapa amb l'ajuda de la Yuna. Arriben els reforços del shogun i Shimura lidera l'exèrcit reunit en un assalt al castell Shimura, conduint els mongols a la fortalesa interior. Quan aquests es retiren, detonen explosius al pont que condueix al pati interior, causant grans baixes als samurais que avançaven.
Sabent que un altre atac frontal només comportaria més pèrdues, Jin decideix infiltrar-se a la fortalesa i colar verí al kumis dels mongols. També es troba i mata Ryuzo després que aquest es nega a rendir-se. Tanmateix, Khotun es torna a escapar, que ha marxat per fer campanya més al nord. Tot i que el castell s'ha pres sense que els samurais pateix més pèrdues, Shimura està furiós amb Jin, ja que les seves accions han violat greument el codi d'honor dels samurais. Sabent que el shogun executarà Jin per insubordinació, Shimura l'insta a utilitzar a la Yuna com a boc expiatori, però es nega i accepta el seu nou alter ego com El fantasma. Shimura, lamentablement, arresta Jin per traïció. Amb una mica d'ajuda dels seus aliats restants, aconsegueix escapar de la captivitat, però el seu cavall és disparat mortalment pels arquers durant el procés. Viatja cap al nord i s'assabenta que els mongols han après a fabricar el seu verí, que pretenen fer servir en el seu assalt al continent japonès. Abans de reunir els seus aliats i atacar l'últim bastió de Khotun a Port Izumi, deixa una nota per em Shimura al seu castell demanant-li que s'uneixi a l'esforç amb el samurai, cosa que fa. Amb la major part de les forces mongoles distretes, s'infiltra al port i mata Khotun al seu vaixell insígnia.
Amb la mort de Khotun, la invasió mongola perd el seu impuls i la marea gira a favor dels samurais. Shimura informa a Jin que el shogun el considera una amenaça per a l'estabilitat de l'illa i l'statu quo d'obediència de la gent als seus líders. Afirma que, per tant, el shogun ha dissolt el clan Sakai i li ha ordenat a Shimura que el mati. Recordant el que tots dos han perdut, Jin i Shimura es disputen de mala gana, i Jin surt victoriós. Al final del joc, el jugador té l'opció de matar Shimura per donar-li la mort d'un guerrer adequat o abandonar completament el codi samurai i salvar-li la vida. Independentment de la decisió, Jin es converteix en l'enemic del shogun.

### Iki Island
Temps després del seu duel amb Shimura, Jin es troba amb una comunitat de vilatans que s'han tornat bojos per un verí descrit com a «medicina sagrada». Els la va administrar una banda de mongols amb qui no s'havia trobat anteriorment: membres de la tribu de l'Àguila de Mongolia, dirigida per Ankhsar «The Eagle» Khatun (Anzu Lawson). En derrotar la banda de guerra, s'assabenta que Khatun està compromès en una conquesta de l'illa d'Iki, on el seu pare, Kazumasa, havia liderat una vegada una campanya militar sense èxit contra els assaltants de l'illa. El samurai es va retirar de l'illa després que Kazumasa fos emboscat i assassinat pels assaltants. Va estar allà durant la campanya de nen; va presenciar la mort del seu pare i encara es culpa de no haver-lo salvat. Conscient d'aquesta nova amenaça per a Tsushima, navega cap a l'illa d'Iki per aturar Khatun i afrontar el seu passat.
Una tempesta destrueix el seu vaixell, però sobreviu i finalment arriba a Iki. Descobreix que la base de Khatun és l'antic bastió del seu pare, el Fort Sakai, l'assalta, però és sotmès i capturat pel segon al comandament de Khatun, Khunbish. Tots dos el forcen a prendre la «medicina sagrada» en un intent de convertir-lo en un dels xamans de la tribu. El verí fa que al·lucini amb freqüència visions de Khatun, el seu pare mort, i molts dels seus fracassos passats. És rescatat per l'assaltant Tenzo, que accepta de mala gana la seva ajuda i el porta davant el seu líder, Fune. Allà treballa amb els assaltants per afeblir el control de Khatun sobre l'illa, finalment recuperar el Fort Sakai i mata Khunbish. Després de defensar-se de les represàlies de les forces de Khatun, Jin sent com en Tenzo diu «que la teva mort beneficiï a tots els éssers» a un mongol moribund, la mateixa frase que va dir un assaltant emmascarat al seu pare abans de matar-lo. En adonar-se que en Tenzo va ser el seu assassí, gairebé el mata abans de controlar la seva ira. Proposa tornar a representar l'emboscada que va matar el seu pare per atreure Khatun i, finalment, matar-lo. Tot i que pateix al·lucinacions gairebé contínues, Jin supera els efectes de la «medicina sagrada» reconeixent les faltes del seu pare i finalment accepta la seva mort. Jin mata a Khatun en un duel, canviant el rumb a favor dels assaltants. Jin i Tenzo es perdonen mútuament abans de separar-se.

## Desenvolupament

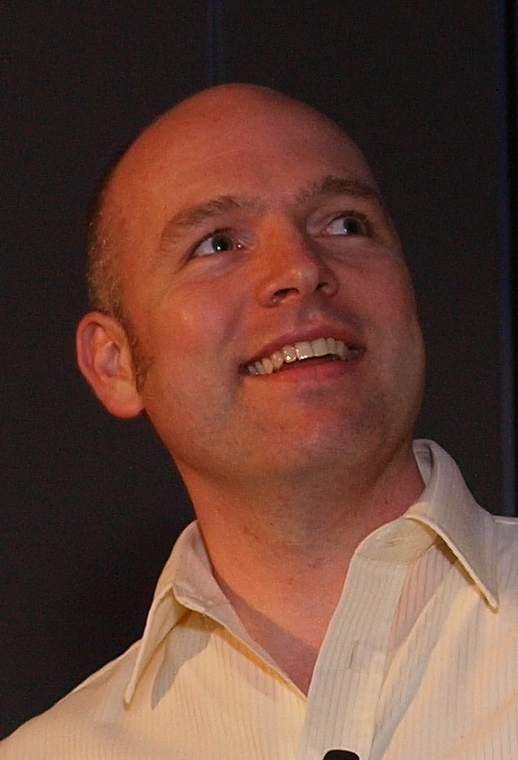
Nate Fox va ser el director del joc.

Ghost of Tsushima va ser desenvolupat per Sucker Punch Productions, que per llavors tenia un total de 160 treballadors. El seu desenvolupament va començar el 2014 després que l'estudi completés Infamous Second Son i la seva expansió, First Light. Després de treballar nou anys a la sèrie Infamous, es va creure que era hora de crear alguna cosa nova. Durant la fase de conceptualització, es va decidir crear un joc de món obert amb un gran èmfasi en el combat cos a cos. Abans de decidir l'escenari com el Japó feudal, Sucker Punch va considerar altres escenaris i temes com els pirates, el proscrit escocès Rob Roy MacGregor i els tres mosqueters. Més tard van trobar un relat històric de la invasió mongola de Tsushima del 1274 i «tota la visió es va posar al seu lloc». El 2020, es va filtrar un prototip d'un dels projectes cancel·lats de Sucker Punch, Prophecy. Ambientat en un món steampunk, Prophecy presentava elements de joc que més tard es van traslladar a Ghost of Tsushima. Sucker Punch va treballar en el joc durant sis anys, el més llarg mai desenvolupat per l'estudi. El seu desenvolupament es va completar el 22 de juny de 2020, Sucker Punch va confirmant que estava en la versió definitiva, indicant que s'estaven preparant per al llançament. Nate Fox va ser el director, mentre que Jason Connell va ser el director creatiu i el director d'art.

### Ambientació i narrativa

El joc està ambientat durant la primera invasió mongol del Japó l'any 1274, quan els mongols van desembarcar per primera vegada a l'illa de Tsushima.

La invasió mongola de Tsushima va ser escollida com a escenari perquè el conflicte era «fàcil per a la gent de conceptualitzar immediatament». Com que els mongols tenien en aquell moment l'exèrcit més avançat del món, hi havia grans apostes que requerien que Jin i, per tant, el jugador, intervingués. Per assegurar-se que el món del joc era autèntic, l'equip va consultar SIE Japan Studio, un altre equip de desenvolupament de videojocs de Sony. Japan Studio estava entusiasmat amb la idea i va ajudar a portar aproximadament 10 membres de Sucker Punch al Japó i a l'illa de Tsushima per a una visita guiada de 10 o 11 dies amb un historiador. L'equip va visitar el país dues vegades per investigar Tsushima, una vegada durant l'estiu i una altra al novembre, durant l'aniversari de la invasió. Japan Studio també va ajudar a connectar Sucker Punch amb els historiadors que l'equip va consultar sobre la història de la invasió i els costums i tradicions locals. També es van consultar experts en dialectes japonesos, religions durant el segle XIII i la recreació de kanjis del segle XIII. Es va convidar a Ide Ryusetsu i Kuwami Masakumo Shike, experts d'una escola d'arts marcials samurais, a realitzar captures de moviment per al joc i assessorar l'equip sobre la lluita amb espases. L'expert històric de lluita amb espases de Seattle, David Ishimaru, també va participar en la creació de l'estil de combat del joc. Tot i que inicialment es va considerar introduir figures històriques joc, es van abstenir de fer-ho després que els experts els diguessin que seria insensible. L'armadura de samurai i la catana de Jin no són històricament exactes, la seva armadura és la típica del període Sengoku durant els segles XVI i XVII. Segons Chris Zimmerman, un dels cofundadors de Sucker Punch, l'armadura de samurai del segle XIII tenia un «aspecte» i no s'alineava amb les expectatives dels jugadors sobre com seria l'armadura dels samurais. La catana es va incloure en el joc, ja que es considerava la «icona per excel·lència dels samurais». Un dels localitzadors japonesos del joc també va suggerir als desenvolupadors que la recerca secundària de haikus del joc fos substituïda per una recerca lateral waka menys anacrònica, però aquesta va ser rebutjada pel seu poc coneixement fora del Japó.
Un dels objectius bàsics dels desenvolupadors era tenir personatges forts i ben desenvolupats. A diferència d'Infamous, Ghost of Tsushima no té un sistema de karma de personatges. La seva absència va permetre a l'equip explicar una història més cohesionada que reflectís millor la transformació de Jin d'un samurai honorable a un guerrer llegendari que ha de sacrificar tot el que sap sobre l'honor i la tradició per salvar Tsushima. En lloc de presentar-se al jugador opcions binàries com a Infamous, el món i els personatges reaccionen dinàmicament a les eleccions de Jin a la història, sigui desaprovant-les o animant-les. L'equip creia que la història es podria relacionar, ja que consideraven que el viatge de Jin de renunciar a qui era per «convertir-se en quelcom nou» era un missatge universal que ressonaria en els jugadors moderns. Malgrat això, el jugador encara pot canviar entre l'estil fantasma i l'estil samurai sense problemes, perquè les arrels de Jin com a samurai no canvien malgrat la seva transformació per convertir-se en el fantasma. Tot i que el joc no té una mecànica de karma, el temps a l'illa de Tsushima es torna més tempestuós quan s'utilitzen tècniques fantasma amb més freqüència. L'antagonista del joc, Khotun Khan, no experimenta cap canvi transformador. Tot i que és un invasor despietat, té un «aspecte burocràtic» mentre intenta conquerir l'illa de Tsushima amb el mínim vessament de sang. Patrick Gallagher es va unir al repartiment el 2017 i es va preparar per al paper de Khotun Khan mirant El Padrí i aprofitant la seva experiència de retratar Àtila a Night at the Museum.

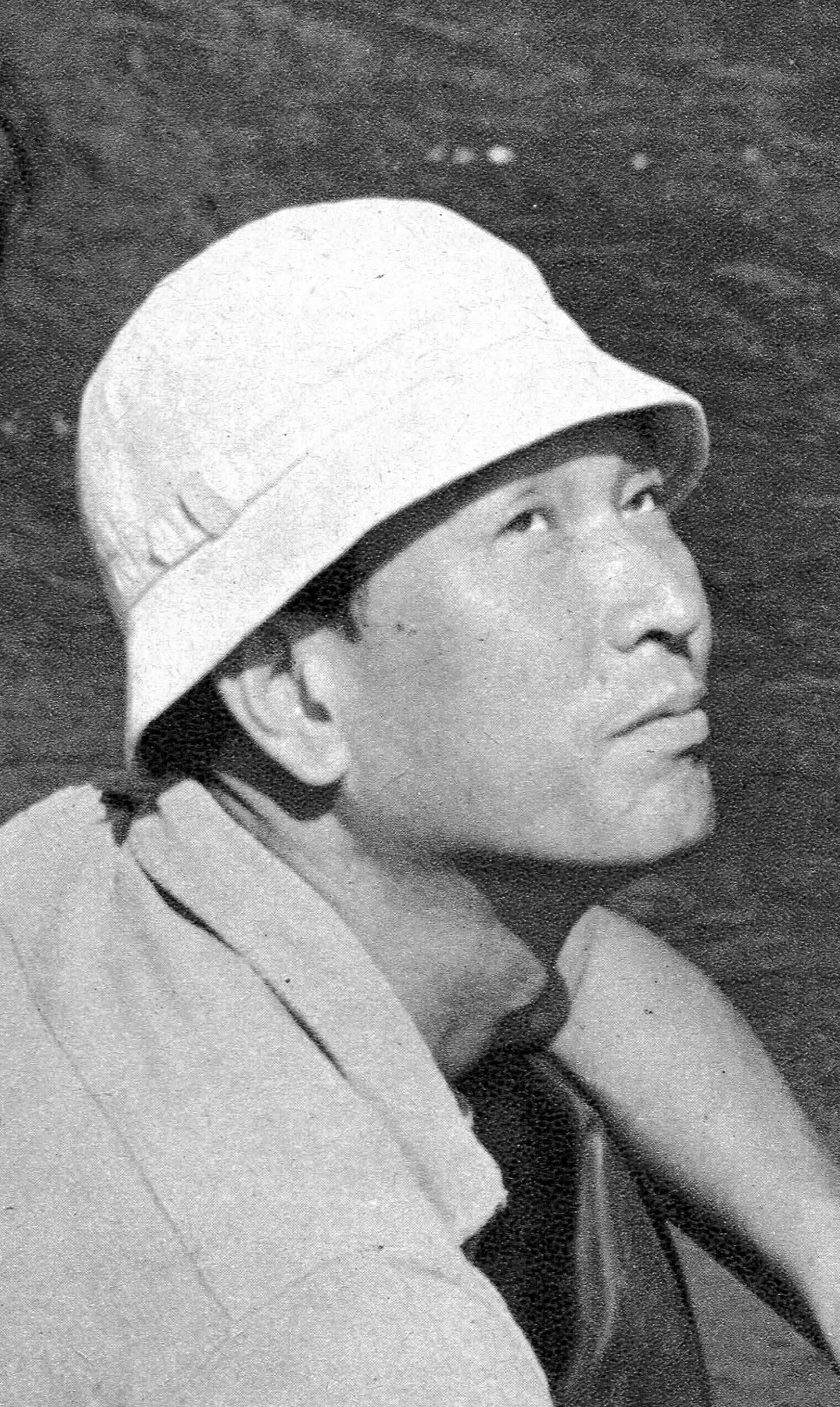
Pel·lícules dirigides per Akira Kurosawa, incloses Shichinin no Samurai, van ajudar a inspirar el joc.

Tot i que Nate Fox va dir que el joc estava «totalment basat en la realitat», l'equip es va prendre la llibertat de crear una narrativa de ficció. La invasió mongol inicial del món real va ser frustrada per un huracà, i així està plasmat en la catana de Jin que està gravada amb dissenys de vent de tempesta. Jūsannin no Shikaku de Takashi Miike i pel·lícules dirigides per Akira Kurosawa com Shichinin no Samurai, Sanjuro, Yojimbo, Red Beard i Ran, van servir com a fonts principals d'inspiració per a l'equip. El final de Sanjuro va inspirar directament la funció de joc «distanciada», en la qual un guerrer ha d'esperar que el seu homòleg faci el primer moviment per després matar-lo d'un sol cop. Es va intentar replicar el codi de samurai representat a Shichinin no Samurai al joc. A més, van contactar amb Kurosawa Estate per utilitzar el nom del director per al seu mode de joc en blanc i negre. La sèrie de còmics Usagi Yojimbo, que presenta un samurai conill que resol diversos problemes per als ciutadans comuns, també va influir en l'equip. Fox va llegir aquesta sèrie de còmics quan treballava en els jocs de Sly Cooper. El cognom del protagonista del joc era un homenatge a Stan Sakai, el creador d'Usagi Yojimbo. Diversos videojocs també van inspirar l'equip de desenvolupament: molts dels elements del joc van ser inspirats d'en Tenchu, mentre que l'opció de jugar tant com el fantasma com un samurai honorable va ser influenciada per Onimusha: Warlords. Karateka i Red Dead Redemption també es van citar com a fonts d'inspiració.

### Jugabilitat
Ghost of Tsushima va ser dissenyat per ser un joc desafiant. Jin sovint és superat en nombre pels seus enemics, i fins i tot els més bàsics el poden matar-lo amb força rapidesa. L'equip esperava que a través del difícil combat del joc, els jugadors agraïssin més el creixement incremental menor. Fox va afirmar que els tres pilars del combat del joc eren «fang, sang i acer». Es volia que el joc fos fonamentat, visceral i desafiant. Fox va afegir que es van esforçar per mantenir les baralles d'espases mortals perquè cada trobada de combat recordés a les que es veuen a les pel·lícules de samurais. El sistema de combat va ser la característica més difícil d'implementar a Ghost of Tsushima, ja que l'equip va haver de construir-ne diverses versions i va modificar el seu disseny amb freqüència durant el desenvolupament del joc. Els primers jugadors es van queixar que els enemics eren «una esponja d'espasa» (és a dir, van absorbir una gran quantitat de danys abans de morir), trencant la immersió. Com a resposta a aquestes crítiques afegint «punts de vida» i «punts d'armadura», però finalment va decidir que tots els enemics serien derrotats amb un nombre determinat de cops. La salut dels enemics no canviaria independentment de la dificultat seleccionada. En canvi, adoptarien tàctiques més defensives com ara parar i bloquejar en dificultats més altes. Els primers prototips d'aquest disseny es van descriure com un excés, ja que els enemics desviarien tots els atacs. Com a resultat, es va introduir el sistema d'escalonament, que permetia als jugadors trencar les defenses dels seus enemics mentre es mantenien ofensius. Es va permetre que el combat trigués més temps en els duels 1 contra 1 del joc, ja que els jugadors probablement esperaven que fossin baralles amb caps i aquestes trobades no podien acabar massa ràpid. Les armes fantasma van ser dissenyades per ser «extremadament letals» i en general més efectives que les armes samurai. Això va complementar encara més la història i el dilema emocional d'eJin entre mantenir l'honor dels samurais i salvar l'illa per mitjans deshonrosos. Tot i que els jugadors poden gaudir jugant al camí fantasma, la narració els recorda que aquestes tècniques són deshonroses i detestades. Fox va comparar els enemics mongols amb les manades de llops que van atacar els jugadors des de tots els costats. A més a més, va comparar el combat del joc amb un ball, en el qual el jugador ha de «teixir entre espases mongoles» sense problemes mentre diversos enemics l'ataquen simultàniament.
Un dels objectius de l'estudi era crear un «Japó feudal de món obert, bell, serè i ple de natura». Durant la revelació del joc a la Paris Game Week, Connell va abandonar el guió per anunciar que el joc no comptaria amb cap mecànica de waypoint i que l'exploració del joc seria impulsada principalment per la curiositat del jugador. Aquest anunci va ser inesperat per a l'equip, i van haver d'afegir funcions addicionals per tal de complir la promesa de Connell. Sucker Punch es va esforçar per assegurar-se que el joc tingués moments de calma on poguessin reduir la velocitat i estar completament immersos en el món. Això s'aconsegueix amb una visualització frontal minimalista, objectius guiats per la natura i activitats relaxants del món obert que no estan lligades a la progressió o la història general. Les missions secundàries del joc es van comparar amb una antologia d'històries, i Jin coneix personatges que simplement intenten sobreviure a la brutalitat de la guerra. Connell va afegir que, finalment, l'estudi volia que els jugadors es perdessin en la recreació de l'equip del Japó feudal.

### Art i disseny mundial
Des d'un inici es va decidir que «el vent que bufava literalment tot el món» seria la «targeta de visita visual» de Ghost of Tsushima. Això es va inspirar en les primeres pel·lícules de samurais Chanbara, que sovint presenten moviments de fons en forma de pols, fum i vent. Es va trigar un any i mig a assegurar-se que els altres objectes del fullatge reaccionessin correctament al vent. Inicialment, van afegir icones i una brúixola al joc per ajudar a la navegació del jugador, però es van adonar que passaven una quantitat excessiva de temps mirant-les i ignoraven el propi món del joc. Aleshores, es va decidir utilitzar el vent per guiar els jugadors cap als seus objectius, obligant-los a observar el món. Van trigar aproximadament una setmana a crear la funció i va passar un any més a perfeccionar-la. Mentre implementaven la funció, es van inspirar en Shadow of the Colossus, en què es mostra al jugador la direcció dels seus objectius quan alça l'espasa. Connell va afegir que «la natura és un símbol per a la casa de Jin», i la guia que utilitzava el vent va servir com una eina important perquè els «connectessin» amb la seva casa. Segons Fleming, els vents guiadors també evocaven la sensació que «la naturalesa mateixa està al costat [del jugador]». Això també es va alinear amb la història del món real, ja que les forces mongoles van ser delmades per un tifó que els japonesos van veure com un «vent diví» enviat per protegir la seva llar. Molts dels efectes de partícules i sistemes del joc es van importar de jocs Infamous anteriors.
"El bosc de falgueres té tones de falgueres. Ni una falguera i un arbust i dos arbres, és només «Inundem-lo amb falgueres primer, com fer que aquesta sigui la gran lectura", o arbres de gingko, o lliris aranyes, o faigs, aquest és un tema al qual hem tornat innombrables vegades".
No hi havia cap intenció de crear una recreació individual de l'illa de Tsushima. Tot i que la massa terrestre del joc té geogràficament la mateixa forma, Sucker Punch es va prendre la llibertat de crear els biomes individuals del joc, assegurant que cada regió sigui artísticament diferent. Això va permetre crear una identitat única per a cada àrea, permetent als jugadors reconèixer-los fàcilment fins i tot quan es veuen des de lluny. Això s'aconsegueix mitjançant l'ús de colors atrevits i vibrants quan es modela la natura. També es va triar el fullatge dominant a cada àrea i va exagerar significativament la seva presència, creant «petites bosses d'audàcia i bellesa massives». Per exemple, es van centrar en els tons taronja i groc dels arbres quan estaven creant el Bosc Daurat, una de les ubicacions del joc, en comptes d'incloure tots els tipus d'arbres que hi creixerien de manera realista. Connell va descriure aquests llocs com la imaginació de com seria una zona i «el somni del fotògraf perfecte». Fox va afegir que el paisatge que apareix a l'illa del joc és més divers que el seu homòleg del món real, ja que també va incorporar l'estètica del Japó continental quan recreaven l'illa de Tsushima.
Segons Fleming, «al Japó tot tendeix a celebrar l'espai negatiu». Com a resultat, es va impulsar la simplicitat des del disseny de l'arquitectura i els interiors del joc fins al minimalisme. Connell va afegir que els equips d'art i medi ambient van tenir dificultats per canviar a Ghost of Tsushima després de treballar nou anys en els jocs Infamous, que inclouen un estil visual «punk rock». Shadow of the Colossus i The Legend of Zelda: Breath of the Wild van inspirar el paisatge i l'estètica minimalistes del joc, tot i que l'equip es va esforçar per tenir imatges més fotorealistes per ressaltar l'entorn pintoresc del joc. Gran part del joc va ser dissenyat per ser «serè i tranquil» de manera que contrastés més clarament amb els moments de violència al llarg del combat i la història. El joc també inclou un mode de filtre en blanc i negre anomenat «mode Kurosawa» per tal de retre homenatge al difunt director. Per dissenyar aquest mode, l'equip va provar el joc repetidament utilitzant funcions que es troben habitualment en els modes d'accessibilitat dissenyats per a persones daltònics.
Les armadures de Jin es van inspirar molt en els dissenys de les armadures dels períodes Kamakura i Heian. Aquestes armadures van ser dissenyades per ser voluminoses i acolorides, irradiant «una sensació de realitat» mentre contrastaven amb el vestit de fantasmes més fosc i àgil. Es va evitar intencionadament el disseny tradicional d'assassí en què els personatges van vestits amb roba totalment negra per al vestit fantasma, per tal de fer-lo semblar més realista. Parts d'alguns vestits, com ara capes i borles, responen al vent, connectant encara més el jugador i Jin amb el món del joc. Els reclutes camperols porten armadures sobrants i tenen un aspecte més desordenat que els típics personatges samurais. Els pagesos solen portar roba amb estampats geomètrics que reflecteixen els seus orígens. Per exemple, les persones que viuen al nord de Tsushima porten roba amb estampats de flocs de neu. L'antagonista del joc, Khotan Khan, té dues armadures, una de les quals és completament buida de color i de forma angular per significar encara més la seva opressió i brutalitat.

### Àudio i música
Brad Meyer va ser el líder d'àudio del joc. Per gravar el so de la lluita amb espases, es va utilitzar espais en blanc utilitzats anteriorment a les sessions de gravació de God of War, que va ser desenvolupat per Santa Monica Studio, un altre desenvolupador de Sony. Segons Meyer, l'equip va passar molt de temps «rascar-los uns contra els altres, col·locant-los junts, balancejant-los, penjant-los del sostre i fent-los girar» per gravar sons interessants. També els va utilitzar per tallar fruites, verdures i draps per crear el so d'una espasa tallant un cos humà. Els sons de combat es redueixen quan el jugador està explorant i no participa en combat. Les campanes de vent de Jin es van registrar amb un furin japonès. L'oriol de la Xina va ser escollit com a ocell guia del joc perquè es pot trobar al Japó i Meyer va tenir l'oportunitat de gravar el seu so durant unes vacances a Sri Lanka el 2018. El sistema d'àudio i música es basava inicialment en el d'Infamous Second Son, en què la música de combat s'intensificarà gradualment en tres estats diferents. No obstant això, a causa dels elements de joc addicionals que es troben a Ghost of Tsushima, com ara la postura del fantasma i l'enfrontament, l'equip va haver de crear estats addicionals per a la música de combat.
El compositor britànic Ilan Eshkeri va compondre la música. Va investigar àmpliament els estils musicals japonesos al segle XIII, incloent-hi el gagaku, el cant budista shōmyō i el biwa hōshi. Un grup de consultors també va ajudar a traduir lletres escrites en anglès al japonès. Es va seleccionar a Eshkeri després d'escoltar el seu treball a Coriolanus, ja que van quedar especialment impressionat per com va poder recrear la música japonesa amb instruments occidentals. El compositor inicialment va dubtar perquè no estava familiaritzat amb la partitura de música per a jocs de lluita, però va acceptar després de ser informat sobre la seva narrativa. Va aprendre escales japoneses, va tocar instruments japonesos i va escoltar música de l'illa de Tsushima. També es va reunir amb Junko Ueda, un dels pocs músics supervivents que pot tocar un biwa, un instrument utilitzat pels samurais en el passat, el qual va ser utilitzat en l'enregistrament de The Way of the Ghost, el tema personal de Jin. Diverses melodies japoneses antigues, inclosa Heike monogatari, també van ser citades i reordenades per Eshkeri. No obstant això, va evitar deliberadament escoltar les partitures musicals de les pel·lícules de Kurosawa per tal de mantenir la seva música original. La pista més difícil d'escriure per a Eshkeri va ser la de la batalla final, ja que aquesta havia de ser alhora plena d'acció i emotiva. Finalment va escriure el doble de la quantitat de música que realment es necessitava. El joc també inclou cinc suites musicals del compositor japonès Shigeru Umebayashi, que va ser responsable de crear la música d'exploració del joc. La banda sonora completa del joc es va publicar el 17 de juliol de 2020. Un EP remix de quatre pistes titulat Sound of the Storm – Ghost of Tsushima Soundtrack: Reimagined inclou contribucions de TOKiMONSTA, Tycho, The Glitch Mob i Alessandro Cortini. Va ser llançat el 10 de juliol de 2022 a través de Milan Records.

## Llançament
La campanya de màrqueting del joc va començar l'octubre de 2017 quan es va mostrar un tràiler a la conferència de premsa de la Paris Games Week de Sony Interactive Entertainment. Sony va optar per no anunciar el títol massa aviat, ja que molts dels sistemes del joc eren provisionals i estaven subjectes a canvis. A l'E3 2018 es va mostrar una demostració de joc juntament amb una actuació de shakuhachi en directe de Cornelius Boots. El joc va ser llançat per a PlayStation 4 el 17 de juliol de 2020, després d'haver estat ajornat des de la seva data de llançament original del 26 de juny a causa de la pandèmia de la COVID-19. Sucker Punch va anunciar quatre edicions: estàndard, digital de luxe, especial i una edició de col·leccionista. Les diferents edicions es van incloure amb diferents articles de col·leccionista, així com articles del joc, equipament i habilitats desbloquejades, a més d'una bonificació per reservar el joc. Sony també es va associar amb el patronat de turisme de l'illa de Tsushima i la prefectura de Nagasaki per llançar un lloc web que educa els lectors sobre la història i la cultura de l'illa de la vida real. Les impressions d'art, produïdes per Cook & Becker, es van publicar el novembre de 2020.
El 16 d'octubre de 2020 es va llançar una expansió multijugador titulada Ghost of Tsushima: Legends, juntament amb l'addició d'una nova funció de joc més al joc base. A diferència del joc principal, Legends presenta elements sobrenaturals destacats extrets de la mitologia japonesa. Tot i que Legends es va introduir com una actualització posterior al llançament, Sucker Punch va decidir des del principi que s'inclouria algun tipus de joc cooperatiu. El desenvolupament del mode va començar el 2016 i es va desenvolupar durant de sis mesos a un any. Finalment, es va triar elements sobrenaturals com a punt focal de Legends, cosa que va donar a l'equip més llibertat creativa quan dissenyaven els personatges i les seves habilitats. Es va presentar un personatge narrador per vincular temàticament el mode al viatge de Jin i al món de Tsushima. Segons Darren Bridge, el dissenyador de jocs sènior que liderà el desenvolupament, l'estil visual de Legends no es va refinar fins als nou mesos finals del desenvolupament de l'expansió. La lluita contra el cap final també es va completar relativament tard en el seu desenvolupament, amb l'equip una vegada considerant enrederir la seva incorporació o eliminar-lo completament del joc. El desembre de 2020, Legends va presentar quatre vestits de personatges basats en altres franquícies de PlayStation: Bloodborne, God of War, Horizon Zero Dawn i Shadow of the Colossus. Legends va rebre un llançament independent el 3 de setembre de 2021 i va ser un dels jocs gratuïts que s'ofereixen als subscriptors de PlayStation Plus el març de 2022.
Sucker Punch va llançar Ghost of Tsushima: Director's Cut el 20 d'agost de 2021, tant per a PlayStation 4 com per a PlayStation 5. La versió de PlayStation 5 inclou funcions exclusives com ara la sincronització de llavis japonesa completa, retroalimentació hàptica i suport adaptatiu de disparador, suport d'àudio 3D, 4K dinàmic, resolució i temps de càrrega reduïts. La versió de PlayStation 5 també inclou una expansió en la qual Jin visita l'illa d'Iki per aturar una tribu mongola dirigida per un xaman anomenat Ankhsar Khatun. La mida de l'illa Iki és similar a l'acte primer del joc principal, i els jugadors poden accedir-hi un cop hagin arribat a l'acte dos de la història principal. L'illa d'Iki és dràsticament diferent de la de Tsushima, ja que està poblada principalment amb NPC bandits, assaltants i criminals. Quan la van dissenyar, es va continuar utilitzant colors atrevits, tot i que es va utilitzar una paleta de colors diferent perquè els jugadors poguessin diferenciar fàcilment amb l'illa principal de Tsushima. Segons l'equip, la història també s'endinsa en el passat de Jin i la història del clan Sakai, explorant un punt de vista diferent de la invasió mongol. L'expansió també va afegir noves habilitats de combat, com ara la capacitat del cavall del jugador per carregar contra els enemics, noves missions secundàries i activitats de món obert, com ara visitar santuaris d'animals on Jin pot acariciar diversos animals, i música composta per Txad. Cannon i Bill Hemstapat, tots dos havien treballat prèviament amb Umebayashi per a l'arranjament i l'orquestració de «Tsushima's suite». Un conjunt d'armadura inspirat en Aloy d'Horizon Forbidden West es va afegir a Director's Cut el febrer de 2022. L'abril de 2022, Sucker Punch va anunciar que havien deixat de treballar en més actualitzacions tant per al joc principal com per a Legends, ja que l'estudi va traslladar els recursos de desenvolupament a altres projectes.

## Recepció

### Crítica
El joc va rebre crítiques generalment favorables segons l'agregador de ressenyes Metacritic. Va rebre una puntuació combinada de 40/40 de quatre editors de la revista japonesa de videojocs Famitsu, el tercer joc desenvolupat fora del país en fer-ho. També va rebre elogis de Toshihiro Nagoshi, el director de la sèrie Yakuza, qui va aplaudir el personatge de Jin, i va afegir que els estudis japonesos no donaven llum verda a un joc protagonitzat per un home de mitjana edat per raons de màrqueting. Fox i Connell van ser nomenats ambaixadors turístics a l'illa de Tsushima el març de 2021 per difondre «el nom i la història de Tsushima a través de les seves obres».
La història va rebre una acollida generalment positiva. Matt Miller de Game Informer va escriure que Ghost of Tsushima va oferir «una història sobre els ideals contradictoris de l'honor i la venjança», va elogiar les missions secundàries per oferir una contemplació fosca sobre la brutalitat de la guerra i com afecta la vida quotidiana dels camperols corrents. Mitchell Saltzman d'IGN va elogiar les actuacions de Tsuji i Gallagher. Va descriure les lluites de Jin com a «convincents» i va qualificar Khan d'un antagonista memorable la «intensitat suau» del qual és «estranyament calmant malgrat les seves intencions aterridores». Els crítics van aplaudir el repartiment de personatges secundaris del joc, afegint que les seves històries personals van afectar la història general i el desenvolupament del mateix personatge de Jin. Les missions secundàries, però, es consideraven en gran part repetitives i oblidables. Chris Tapsell d'Eurogamer els va comparar desfavorablement amb The Witcher 3: Wild Hunt i els va considerar un «pensament posterior», criticant el seu marc bàsic i les recompenses inadequades per completar-les. Tot i que l'actuació del repartiment de veu va ser elogiada, diversos crítics van assenyalar la manca de sincronització de llavis per a l'àudio japonès, que més tard es va rectificar en la versió Director's Cut del joc. Edmond Tran, que va escriure per a GameSpot, va assenyalar que els personatges tenen una «manca notable d'expressió corporal», cosa que dificulta el lliurament de determinades escenes emocionals, però va remarcar que l'impacte emocional d'aquestes escenes sovint s'incrementava amb la partitura musical i la cinematografia del joc. En una crítica negativa, Keza MacDonald de The Guardian va considerar que la història mancava d'intriga i va escriure que Ghost of Tsushima s'adheria «tan estretament a les tropes i històries de la ficció clàssica de samurais que de vegades s'oblida de tenir una personalitat pròpia».
Els crítics generalment van elogiar el joc. Miller va gaudir de la varietat d'enemics i va afegir que el combat continuava sent desafiant i fascinant fins i tot quan el jugador s'acostava al final del joc. Va sentir que els dos estils de joc del joc eren satisfactoris, i va elogiar a Sucker Punch per permetre als jugadors triar lliurement els seus enfocaments per als objectius i les missions. Escrivint per a GamesRadar, Rachel Weber va acceptar que el joc era un repte. Va afegir que «fluïa com una dansa» i va remarcar que el combat tenia un gran èmfasi en el moment dels atacs i parades. Els enfrontaments van ser especialment elogiats per evocar els sentiments de les pel·lícules de samurais japonesos. Saltzman va apreciar el sistema de combat i el va comparar amb els primers jocs d'Assassin's Creed, la sèrie Batman Arkham i Sekiro: Shadows Die Twice. També va gaudir del sistema de progressió, ja que els jugadors no han de moure's perquè l'experiència pugi de nivell i la dificultat no augmenta de sobte a mesura que el jugador avança. Mike Williams d'USgamer va considerar que el combat era «decent», però l'angle de la càmera i la manca d'un sistema de bloqueig fan que els jugadors no puguin controlar fàcilment el camp de batalla, ja que els oponents s'enfronten a Jin des de diverses direccions amb diferents estils d'atac. Diversos crítics van quedar decebuts pel joc sigil, perquè van considerar que era massa rudimentari. Tant Williams com Saltzman van assenyalar que la intel·ligència artificial era inadequada.
Weber va descriure el món del joc com una «obra d'art», Miller va dir que era com una «visió de pintor del Japó feudal», i Saltzmann que el seu paisatge visual era un dels millors que s'ha produït per a un joc de món obert. Els crítics van elogiar especialment com el joc utilitzava elements de la natura com el vent i els ocells per guiar els jugadors cap als seus objectius, amb Williams descrivint el sistema de vent guia com una «innovació important». Tran va escriure que el vent guia animava els jugadors a explorar el món del joc i els feia més propensos a «seguir carreteres sinuoses al voltant de les muntanyes i al llarg de la riba del riu» en lloc de simplement triar la ruta més directa. Els crítics també van gaudir de la manera com el joc oferia moments d'alleujament i calma. A Miller li agradava el disseny del món per animar els jugadors a explorar, però es va lamentar que algunes de les sessions de plataformes fossin massa estàtiques i limitants. Chris Carter, de Destructoid, va gaudir d'algunes de les activitats del món obert, destacant la composició del haiku i el bany a les aigües termals com a exemples de contingut opcional únic; per contra, Tapsell va quedar decebut per l'estructura del món obert del joc i el va trobar poc imaginatiu i obsolet. Tapsell va afegir que el contingut secundari i els punts d'interès no tenien varietat i sentit de misteri. Andrew Webster de The Verge va considerar que aquestes activitats repetitives del món obert soscaven les idees innovadores del joc. Kirk McKeand de VG247 també va criticar les activitats de món obert del joc per dificultar el ritme de la història i va considerar que l'estructura d'algunes missions era «arcaica».

### Vendes
Ghost of Tsushima va ser el joc físic més venut durant la seva primera setmana de llançament al Regne Unit i va vendre 373.473 còpies al país a finals de 2020. També va ser el joc físic més venut el juliol del 2020 als EUA i es va convertir en el joc més venut de Sucker Punch en aquest país. També va encapçalar les llistes de descàrregues tant a Europa com als Estats Units. Es va convertir en el setè joc més venut del 2020 als Estats Units. La versió Director's Cut va ser el joc més venut al Regne Unit durant la seva setmana de llançament i el segon joc més venut als Estats Units l'agost de 2021 darrere de Madden NFL 22. A tot el món, es van vendre més de 2,4 milions d'unitats en els seus primers 3 dies de vendes, la qual cosa el converteix en el debut d'IP original de primera part més venut de la PlayStation 4. El novembre de 2020 es va informar que havia venut més de 5 milions de còpies. El juliol de 2022, s'havia venut 9,73 milions de còpies.
Al Japó, també va ser el més venut durant la seva setmana de debut, amb 212.915 còpies venudes. Es va esgotar en algunes botigues del país durant el mes de llançament. Es va mantenir entre els 30 videojocs més venuts al Japó durant més de 15 setmanes consecutives, amb un total de més de 412.000 còpies. Va tenir les segones vendes més altes de tota la vida per a un videojoc de Sony, només darrere de Marvel's Spider-Man.

### Premis
El la setena edició del The Game Awards, celebrats el 10 de desembre de 2020 a Los Angeles, Ghost of Tsushima va obtenir vuit nominacions, de les quals en va guanyar dos, Millor direcció d'art i Opinió del jugador. A la categoria a Millor joc de l'any, de la qual estava nominat, el va perdre per davant de The Last of Us Part II. Els altres jocs nominats van ser: Animal Crossing: New Horizons. Doom Eternal, Final Fantasy VII Remake i Hades. En la categoria Opinió del jugador, el videojoc es va imposar amb un 47% dels vots dels jugadors. Aquests vots només compabulitzen un 10% per a la categoria de Millor joc, el 90% restant és la suma de vots dels més de 95 mitjans especialitzats i el jugat escollit per l'associació.
A banda dels The Game Awards, Ghost of Tsushima ha rebut desenes de nominacions i diversos premis de diferents organitzacions mostrades a la taula. També va ser el joc seleccionat per PlayStation Official Magazine - UK i Hardcore Gamer com el seu joc de l'any.
| Any  | Premi                         | Categoria                                                     | Resultat  | Ref             |
| ---- | ----------------------------- | ------------------------------------------------------------- | --------- | --------------- |
| 2020 | Golden Joystick Awards        | Joc de l'any de PlayStation                                   | Nominat   | [ 139 ] [ 140 ] |
| 2020 | Golden Joystick Awards        | Millor so                                                     | Nominat   | [ 139 ] [ 140 ] |
| 2020 | Golden Joystick Awards        | Millor narració                                               | Nominat   | [ 139 ] [ 140 ] |
| 2020 | Golden Joystick Awards        | Millor disseny visual                                         | Nominat   | [ 139 ] [ 140 ] |
| 2020 | Golden Joystick Awards        | Estudi de l'any                                               | Nominat   | [ 139 ] [ 140 ] |
| 2020 | The Game Awards               | Millor joc                                                    | Nominat   | [ 135 ]         |
| 2020 | The Game Awards               | Millor direcció de joc                                        | Nominat   | [ 135 ]         |
| 2020 | The Game Awards               | Millor direcció d'art                                         | Guanyador | [ 135 ]         |
| 2020 | The Game Awards               | Millor narració                                               | Nominat   | [ 135 ]         |
| 2020 | The Game Awards               | Millor actuació (Tsuji com a Jin Sakai)                       | Nominat   | [ 135 ]         |
| 2020 | The Game Awards               | Millor disseny d'àudio                                        | Nominat   | [ 135 ]         |
| 2020 | The Game Awards               | Millor videojoc d'acció/aventures                             | Nominat   | [ 135 ]         |
| 2020 | The Game Awards               | Opinió del jugador                                            | Guanyador | [ 135 ]         |
| 2020 | Titanium Awards               | Millor disseny narratiu                                       | Nominat   | [ 141 ]         |
| 2020 | Titanium Awards               | Millor disseny d'art                                          | Nominat   | [ 141 ]         |
| 2021 | D.I.C.E. Awards               | Joc de l'any                                                  | Nominat   | [ 142 ] [ 143 ] |
| 2021 | D.I.C.E. Awards               | Joc d'aventures de l'any                                      | Guanyador | [ 142 ] [ 143 ] |
| 2021 | D.I.C.E. Awards               | Assoliment destacat en composició musical original            | Guanyador | [ 142 ] [ 143 ] |
| 2021 | D.I.C.E. Awards               | Assoliment destacat en direcció d'art                         | Guanyador | [ 142 ] [ 143 ] |
| 2021 | D.I.C.E. Awards               | Assoliment destacat en el disseny d'audio                     | Guanyador | [ 142 ] [ 143 ] |
| 2021 | D.I.C.E. Awards               | Assoliment destacat en la història                            | Nominat   | [ 142 ] [ 143 ] |
| 2021 | D.I.C.E. Awards               | Assoliment tècnic excepcional                                 | Nominat   | [ 142 ] [ 143 ] |
| 2021 | D.I.C.E. Awards               | Assoliment destacat en disseny de jocs                        | Nominat   | [ 142 ] [ 143 ] |
| 2021 | D.I.C.E. Awards               | Assoliment destacat en la direcció del joc                    | Nominat   | [ 142 ] [ 143 ] |
| 2021 | Visual Effects Society Awards | Cinematografia virtual destacada en un projecte CG            | Nominat   | [ 144 ] [ 145 ] |
| 2021 | Visual Effects Society Awards | Efectes visuals excepcionals en un projecte en temps real     | Guanyador | [ 144 ] [ 145 ] |
| 2021 | British Academy Games Awards  | Assoliment artístic                                           | Nominat   | [ 146 ] [ 147 ] |
| 2021 | British Academy Games Awards  | Assoliment d'audio                                            | Guanyador | [ 146 ] [ 147 ] |
| 2021 | British Academy Games Awards  | Millor joc                                                    | Nominat   | [ 146 ] [ 147 ] |
| 2021 | British Academy Games Awards  | Disseny del joc                                               | Nominat   | [ 146 ] [ 147 ] |
| 2021 | British Academy Games Awards  | Multijugador                                                  | Nominat   | [ 146 ] [ 147 ] |
| 2021 | British Academy Games Awards  | Música                                                        | Nominat   | [ 146 ] [ 147 ] |
| 2021 | British Academy Games Awards  | Narrativa                                                     | Nominat   | [ 146 ] [ 147 ] |
| 2021 | British Academy Games Awards  | Propietat original                                            | Nominat   | [ 146 ] [ 147 ] |
| 2021 | British Academy Games Awards  | Intèrpret en un paper protagonista (Tsuji com a Jin Sakai)    | Nominat   | [ 146 ] [ 147 ] |
| 2021 | British Academy Games Awards  | Intèrpret en un paper secundari (Gallagher com a Khotun Khan) | Nominat   | [ 146 ] [ 147 ] |
| 2021 | British Academy Games Awards  | Joc de l'any                                                  | Nominat   | [ 146 ] [ 147 ] |
| 2021 | Game Developers Choice Awards | Joc de l'any                                                  | Nominat   | [ 148 ]         |
| 2021 | Game Developers Choice Awards | Millor audio                                                  | Nominat   | [ 148 ]         |
| 2021 | Game Developers Choice Awards | Millor disseny                                                | Nominat   | [ 148 ]         |
| 2021 | Game Developers Choice Awards | Millor narrativa                                              | Nominat   | [ 148 ]         |
| 2021 | Game Developers Choice Awards | Millor tecnologia                                             | Nominat   | [ 148 ]         |
| 2021 | Game Developers Choice Awards | Millors arts visuals                                          | Guanyador | [ 148 ]         |
| 2021 | Japan Game Awards             | Premi al disseny de joc                                       | Nominat   | [ 149 ]         |
| 2021 | Japan Game Awards             | Premi a l'excèl·lencia                                        | Guanyador | [ 149 ]         |
| 2021 | Japan Game Awards             | Grand Prize                                                   | Guanyador | [ 149 ]         |
| 2021 | Golden Joystick Awards        | Millor expansió (Iki Island)                                  | Guanyador | [ 150 ]         |

## Adaptació cinematogràfica
El 25 de març de 2021, Sony Pictures i PlayStation Productions van anunciar el desenvolupament d'una adaptació cinematogràfica del joc, dirigida per Chad Stahelski. La pel·lícula estarà produïda per Stahelski, Alex Young i Jason Spitz de 87Eleven Entertainment juntament amb Asad Qizilbash i Carter Swan de PlayStation Productions. Sucker Punch servirà de productors executius, amb Peter Kang supervisant la producció en nom de l'estudi. El 12 d'abril de 2022, Takashi Doscher va ser contractat per escriure el guió.